# Zorya

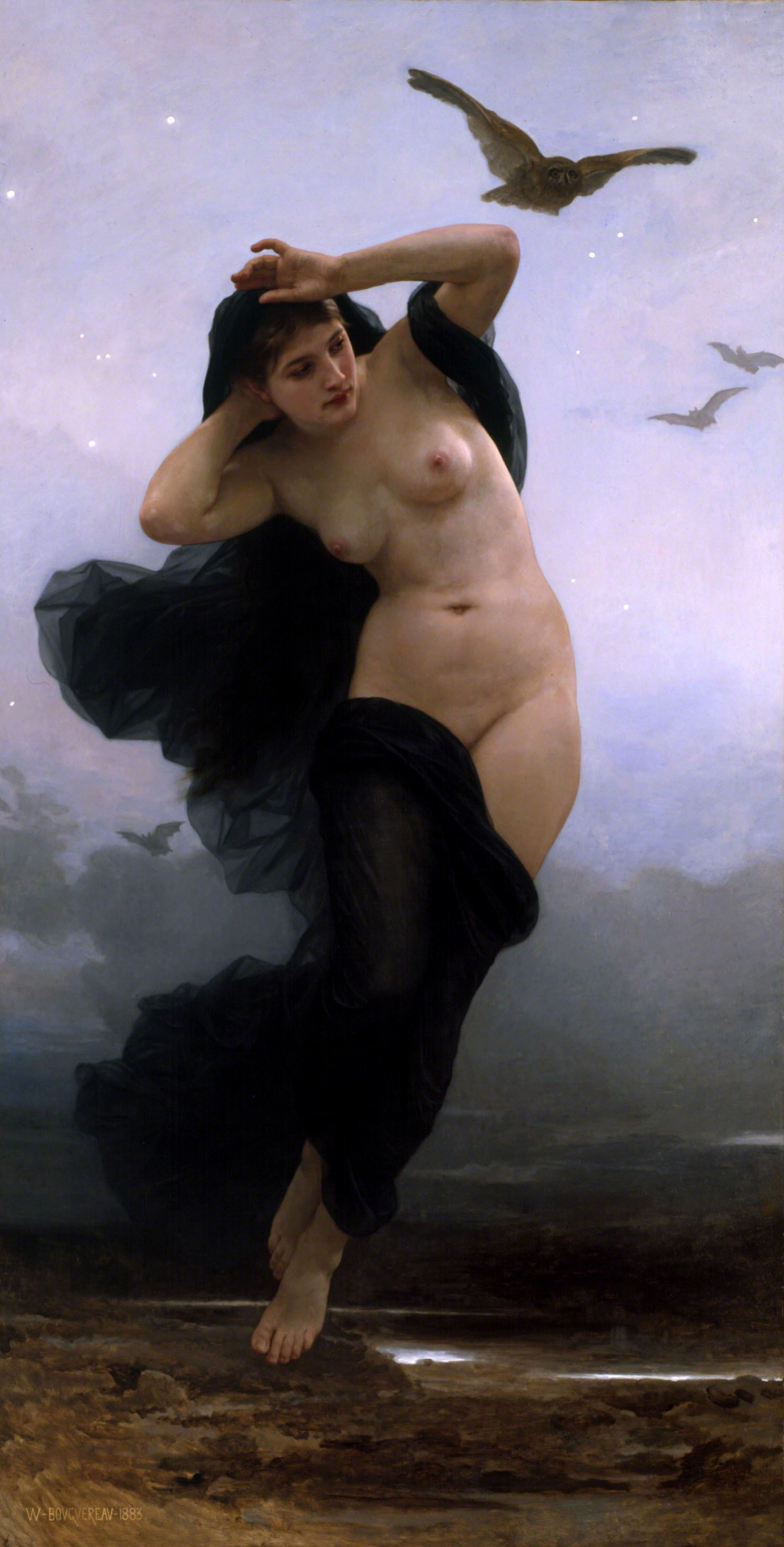
William-Adolphe Bouguereau: Die Nacht

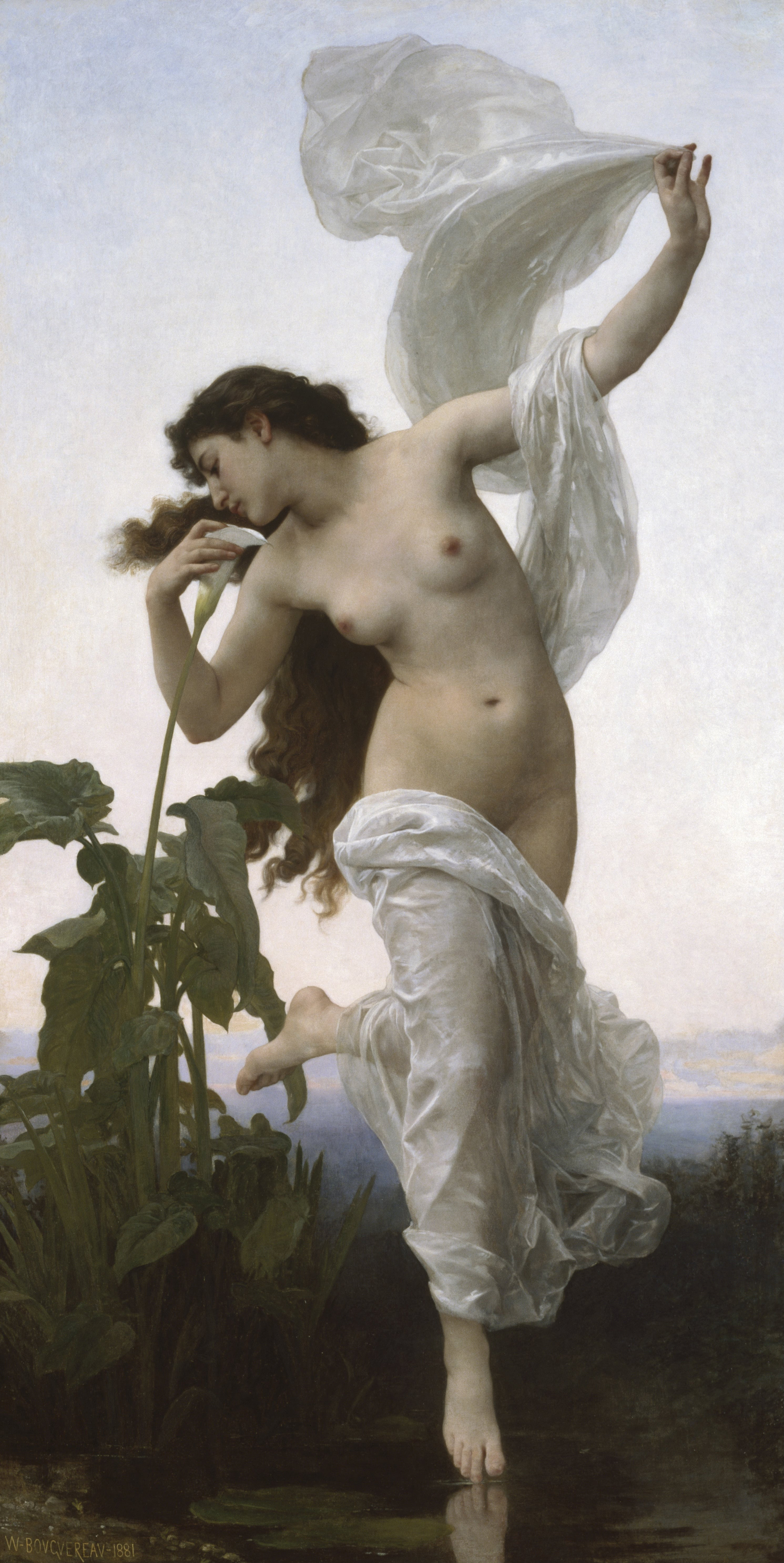
Aurora (1881)

Die Zorya (polnisch „Zorza“ oder „Łuna“) sind drei Himmels- und Lichtgöttinnen in der slawischen Mythologie. In den Mythen treten sie manchmal als zwei, manchmal als drei Göttinnen auf: Utrennjaja, der Morgenstern; Wetschernjaja, der Abendstern; und Polunotschnaja, der Mitternachtsstern. In der polnischen Mythologie werden sie Gwiazda Poranna, Gwiazda Wieczorna und Gwiazda Północna genannt, serbisch/kroatisch auch Zvezda Danica bzw. Zvijezda Danica, Večerna Zvezda bzw. Večernja Zvijezda und Mesečarka bzw. Mjesečarka.
Sie bewachen zusammen den an den Polarstern geketteten Hund Simargl, der versucht das Sternbild Kleiner Bär (Ursa Minor) aufzufressen. Es heißt, dass das Universum enden wird, wenn dieser Hund sich losreißt.
Ein Trio von Schicksalsgöttinnen gibt es auch in der griechischen (Moiren), römischen (Parzen), und germanischen  Mythologie (Nornen).
In der Slawischen Mythologie ist Zorya verbunden mit dem Sonnengott Dažbog. Als solche tritt sie – im Gegensatz zur griechisch-römischen Autots bzw. Eos – nicht nur als Morgenröte in Erscheinung. Sie öffnet morgens in der Morgendämmerung als Morgenrot die Pforten des Himmels und schließt sie abends wieder. Sie erscheint somit als „dreieinige“ Gottheit – als Morgen, Abend und Nacht, als Mädchen, Mutter und Greisin.